# ジョルジュ・ルメートル
ジョルジュ・アンリ・ジョセフ・エドゥアール・ルメートル（Georges Henri Joseph Édouard Lemaître、1894年7月17日 - 1966年6月20日）は、ベルギーの天文学者・宇宙物理学者・カトリック司祭。アレクサンドル・フリードマンに次いで膨張宇宙論を提唱し、エドウィン・ハッブルに先立って宇宙膨張則を発表し、さらに宇宙が特異点から始まったというビッグバン理論の元となるアイディアを示した。

## 業績
ルメートルは宇宙創生の理論であるビッグバン理論の先駆者の一人である。彼自身は自らの宇宙の起源に関する説を 'hypothesis of the primeval atom'（原始的原子の仮説）と呼んでいた。ルメートルは宇宙線こそが宇宙初期の爆発の名残であると考えていた（現在では宇宙線は銀河系内に起源を持つと考えられている）。
彼が1927年から1933年にかけて発表した理論は特にアルベルト・アインシュタインの一般相対性理論に基づいたものであった（しかし当時のアインシュタインはまだ定常宇宙モデルを信じていた）。
ルメートルはアインシュタイン方程式の一様等方解であるフリードマン・ルメートル・ロバートソン・ウォーカー計量に名を残しており、この計量から導かれる膨張宇宙論を、先に提唱していたフリードマンとは独立に提唱した。
ルメートルはアインシュタイン方程式の解として、一様等方時空より一般性を増した等方時空の計量も最初に導出しており、これはルメートル・トルーマン・ボンディ計量（LTB計量）と呼ばれている。ロバートソン・ウォーカー計量やシュヴァルツシルト計量はこの計量に特定の条件を課した場合としても導出される。
また、ルメートルは今日ハッブル=ルメートルの法則と呼ばれる宇宙の膨張速度に関する法則をエドウィン・ハッブルに先立って発表しており、今日ハッブル定数と呼ばれる膨張速度を決める定数の見積もりも行なっている。
ルメートルは宇宙年齢を100億年から200億年の間であると見積もっていた。この値は現在の最新の観測から得られた値と整合している。

## 生涯
エノー州シャルルロワ出身。ルメートルはイエズス会の学校で人文科学を学んだ後、17歳でルーヴェン・カトリック大学の土木工学科に入学した。1914年に第一次世界大戦が始まると、勉学を中断してベルギー陸軍に志願入隊した。終戦後に彼は戦功十字章の叙勲を受けた。
戦争が終わると彼は物理学と数学を学び、同時に司祭職に就くための準備に入った。1920年には数学者シャルル・ド・ラ・ヴァレー・プーサンの指導の下で l'Approximation des fonctions de plusieurs variables réelles（『いくつかの実変数関数の近似』）という博士論文を執筆し、博士号を取得した。
ルメートルは、従軍した戦争の惨禍に深い衝撃を受けた。彼はメヘレンの神学校に入学し、1923年に司祭に叙階された。しかし、戦争や神学校での勉強や司祭としての仕事の中でも彼の好奇心は涸れることがなかった。1920年から彼は相対性理論を学び、これを完全にマスターした。
1923年、ルメートルはケンブリッジ大学に滞在し、天文学者のアーサー・エディントンから恒星物理学や数値解析の手法を学んだ。翌年にはアメリカのマサチューセッツ州ケンブリッジにあるハーバード大学天文台で、当時星雲の研究で有名だったハーロー・シャプレーと共同研究を行った。同時にマサチューセッツ工科大学(MIT)の理学専攻博士課程に登録した。
1925年に彼はベルギーに戻り、ルーヴェン・カトリック大学の非常勤講師となった。ここで彼は後に国際的に物議を醸す論文の執筆を始めた。この論文は1927年に Un Univers homogène de masse constante et de rayon croissant rendant compte de la vitesse radiale des nébuleuses extragalactiques（『銀河系外星雲の視線速度を説明する、一定質量で半径が成長する宇宙』）というタイトルで『ブリュッセル科学会年報』に発表された。この論文で彼は膨張宇宙という新しいアイデアを提示した。
当時アインシュタインは、ルメートルの理論の数学的な正しさについては認めていたが、膨張する宇宙というアイデアは受け入れなかった（当時のアインシュタインは宇宙は不変であると信じていた。しかし良く知られているように、後に彼はこれを生涯で最大の過ちであったと振り返っている）。
ルメートルは名声や評判にはあまり関心がなく、自分の論文を広く紹介しようとは考えなかった。むしろ彼は、宇宙の起源は何かという問題を解くという次の新たな挑戦に集中していた。同じ年に彼は MIT に戻り、The gravitational field in a fluid sphere of uniform invariant density according to the theory of relativity（『相対性理論に従う一様不変密度の流体球の重力場』）という博士論文を提出した。この論文で彼は博士号を取得し、その後ルーヴェン・カトリック大学の正教授に任命された。
1931年、エディントンがルメートルの1927年の論文に長い解説文を付けた英訳を発表した。この年にルメートルはロンドンに招かれ、英国科学会の物理学的宇宙と精神論の関係に関する会議に参加した。この席でルメートルは、特異点から始まる膨張宇宙説を提唱し、彼が Monthly Notices of the Royal Astronomical Society 誌に掲載した論文で提案した Primeval Atom（原始的原子）のアイデアを紹介した。ルメートル自身は自分の理論を「『宇宙卵』(Cosmic Egg) が創生の瞬間に爆発した」と表現するのを好んだが、後にこの説を批判する人々によって「ビッグバン理論」という呼び名が作られた。
ルメートルのこの説は当時の科学界に激しい反応を引き起こした。エディントンはルメートルの考え方を不愉快だと感じていた。アインシュタインも彼の理論の正しさに疑いを持っていた。なぜなら、（アインシュタイン自身の言葉によれば）ルメートルの理論はキリスト教の天地創造の教義を強く連想させ、物理学の視点からは正当とは認められないものだったからである。これを発端として、宇宙論と宗教の論争が数十年にわたって続くこととなった。この論争の中でルメートルは常に科学と信仰を分けて考えるという立場で根本的な役割を果たす存在となった。
しかしやがてアインシュタインは考えを改めた。ルメートルとアインシュタインは過去に何度か（1927年にブリュッセルで開かれたソルベイ会議や、1932年にベルギーのブリュッセルで開催された複数の会議などで）出会っていたが、1933年1月には一連のセミナーに出席するため、一緒にアメリカのカリフォルニアへ旅立った。セミナーの席でルメートルが自分の理論を詳しく説明すると、アインシュタインは立ち上がって拍手をし、「この理論は私が今までに聞いた中で最も美しく納得の行く説明です」と述べた。その後、1935年にもプリンストン大学で二人は会っている。
1933年にルメートルが膨張宇宙の理論の研究を再開し、より詳細な論文を『ブリュッセル科学会年報』に発表すると、大きな称賛が寄せられるようになった。アメリカの新聞はルメートルを「有名なベルギーの科学者」「新しい宇宙物理学のリーダー」と書きたてた。
1946年には L'Hypothèse de l'Atome Primitif（『原始的原子仮説』）という本を出版し、同年にスペイン語訳、1950年に英訳された。1950年代になると次第に教職に割く時間を減らすようになり、1964年に名誉教授となって完全に引退した。
晩年のルメートルは数値計算の分野に非常に熱心に取り組んだ。実際彼は代数学や算術計算の分野でも優れた能力を発揮した。1930年以来、彼はドイツのメルセデス社製計算機など、その時代の最高性能の計算機を使っていた。1958年には自分の大学にアメリカのバロース社製 E 101 計算機を導入した。これは彼がいた大学に初めて導入されたコンピュータだった。ルメートルはコンピュータの発展やプログラミング言語などの問題に強い関心を持ち続けて、年をとるとともにますますこの興味は強くなっていった。
ルメートルは、宇宙創生についての彼の直観を裏付ける証拠となる宇宙マイクロ波背景放射が発見されて間もなく1966年6月20日にルーヴェンで死去した。
彼は社交的で自分の学生や共同研究者とは深く付き合ったが、一面では彼は孤独な研究者で、同分野の研究者とはほとんど手紙のやり取りや情報交換をしなかったという人もいる。
現代宇宙論にルメートルが残した非の打ち所のない先駆的業績が、アインシュタインやエディントン、ハッブル、ガモフといった20世紀の偉大な科学者たちの影にいまだに埋もれがちであるとすれば、それはおそらく彼が司祭であったためであり、また、謙虚でありながら同時に利己的でもあるという彼の性格の曖昧さゆえだったと考えられる。彼の謙虚さは、名声を追い求めることを全くせず、自分の仕事を認めてもらう努力も全くしなかった点に表れている。また彼の利己的な部分は、少なくとも私的な場面では、数学者としての自分の能力や自分のアイデアの独創性に自信を持っていたという点に窺える。しかしそれでも彼はオープンで率直で快活で楽天的で陽気で、いつでも柔軟な精神を持つ人物であった。
小惑星ルメートルはベルギーで発見され、彼にちなみ命名された。

## 栄誉
1934年3月17日、ベルギー国王レオポルド3世からベルギー科学界最高の栄誉であるフランキ賞を受賞した。提案者はアルベルト・アインシュタイン、シャルル・ド・ラ・ヴァレー・プーサン、Alexandre de Hemptinne で、賞の国際審査員はエディントン、ポール・ランジュバン、テオフィル・ド・ドンデであった。1936年にはジュール・ジャンサン賞を受賞。1950年にはベルギー政府から、1933年から1942年までの10年間で最も優れた応用科学者に贈られる賞も受賞している。
1936年にはローマ教皇庁立科学アカデミー (Pontifical Academy of Sciences) の会員に選出された。彼はここで精力的に活動し、1960年3月に議長に就任、以後死去するまでその職にあった。1960年には司教にも任命された。
1941年、ベルギー王立科学芸術アカデミーの会員に選出された。1953年にはイギリス王立天文学会のエディントン・メダルの最初の受賞者となった。